# Головино (Селивановский район)
Головино — деревня в Селивановском районе Владимирской области России, входит в состав Чертковского сельского поселения.

## География
Деревня расположена на берегу реки Тетрух в 14 км на северо-запад от центра поселения деревни Чертково и в 15 км на северо-восток от райцентра — Красной Горбатки.

## История
В конце XIX — начале XX века деревня входила в состав Больше-Григоровской волости Судогодского уезда, с 1926 года — в составе Дубровской волости Муромского уезда. В 1859 году в деревне числилось 19 дворов, в 1905 году — 41 дворов, в 1926 году — 65 дворов.
С 1929 года деревня являлась центром Головинского сельсовета Селивановского района, с 1940 года — в составе Черновского сельсовета, с 1954 года — в составе Надеждинского сельсовета, с 2005 года — в составе Чертковского сельского поселения.

## Население
| 1859 | 1905 | 1926 | 2002 | 2010 | 2021 |
| ---- | ---- | ---- | ---- | ---- | ---- |
| 155  | ↗262 | ↗349 | ↘5   | ↗6   | ↘0   |